# Santa Margarida (São Tomé)
Santa Margarida ist ein Ort im Distrikt Mé-Zóchi auf der Insel São Tomé im Inselstaat São Tomé und Príncipe. 2012 wurden 384 Einwohner gezählt.

## Geographie
Der Ort liegt auf einer Höhe von ca. 241 m etwa einen Kilometer südwestlich von Madalena und 4 km nordwestlich der Provinzhauptstadt Trindade.

## Geschichte
Die alte Plantage (roça) wurde um 1855 von dem Spanier, Francisco de Assis Velarde y Romero gegründet und nach dessen Tochter benannt.
Mit einer bewirtschafteten Fläche von 810 ha war sie lange Zeit eine der größten Plantagen der Insel und bekannt für den Anbau von Kakao. Das quartier des sanzalas (Arbeiter-Schlafräume) war in die Erde hineingebaut mit einem einzigen Zugang an der Seite des Hauptgebäudes der Plantage.